# Hekatoncheirové
Hekatoncheirové (latinsky Hecatonchires) neboli „Storucí“ jsou v řecké mytologii hrozní padesátihlaví a storucí obři, zrození z bohyně země Gaie a jejího manžela Úrana. Jejich název pochází z řeckého ἑκατόν (hekaton; „sto“) a χείρ (cheir; „ruka“).
Jde o tři bratry jménem Kottos, Briareós a Gyés, kteří jsou přímými sourozenci Titánů a Kyklopů. Byli prý zpupní a tak šerední, že se jejich otec na ně nemohl ani podívat. Proto je hned po narození svrhl do hlubin země s přísným zákazem vycházet ven.
Tímto chováním byla Gaia velmi nazlobená, takže přemluvila nejmladšího z Titánů Krona, aby otce za to potrestal a zbavil vlády. Kronos to udělal a prohlásil se vládcem, ovšem Hekatoncheirům to nepomohlo. Bál se jejich síly a proto je nepropustil. Museli si počkat až na Dia, Kronova nejmladšího syna, který později povstal proti vlastnímu otci.
Válka trvala deset let, ale nakonec Gaia předpověděla vítězství Diovi, pokud si vezme za spojence ty, které Kronos věznil v Tartaru. Zeus se připlížil ke Kampě, žalářnici v Tartaru, zabil ji a použil její klíče k propuštění Kyklopů a Hekatoncheirů. Ti mu pak poté, co se posilnili jídlem a pitím bohů, pomohli v boji s Titány. Během vlastního boje zahnali většinu Titánů vrháním skal velkých jako hory.
Hekatoncheirové se po jejich porážce a svržení do hlubin Tartaru stali strážci jejich vězení.
V Iliadě (i.399) je uveden příběh, se kterým se jinde v mytologii nesetkáváme. Pojednává o vzpouře olympských bohů proti Diovi, neboť jeho pýcha a arogance se pro ostatní bohy stávala nesnesitelnou. Proto se jednoho dne, když spal na lehátku, všichni Olympané na Dia vrhli (kromě Hestie, Athény, ..) a svázali ho. Thetis se však podařilo vyhledat jednoho z Hekatoncheirů, Briarea, který hbitě rozvázal svýma rukama najednou všech sto uzlů, kterými byl Zeus svázán, a tím svého pána osvobodil. Lidé ho však prý nenazývali jako bohové Briareós, ale Aigaion („kozí“; Ilias i.403). Hésiodos uvedl v soulad starobylé Hekatoncheiry s Olympským panteonem vysvětlením, že Briaréos byl zetěm Poseidóna, který mu dal za ženu svou dceru Kymopolieu (Zrození bohů 817).
V korintském mýtu vyprávěném ve druhém století př. n. l. Pausaniem (Cesta po Řecku ii. 1.6 a 4.7), byl Briareós arbitrem ve sporu mezi Poseidónem a Héliem, mezi mořem a sluncem: po jím vyneseném rozsudku připadla Korintská úžina Poseidónovi a Korintská akropole (Acrocorinth) byla zasvěcena Héliovi.

## Novodobé zpracování
Briareós je zmíněn v Božské komedii jako jeden z Titánů, kteří napadli Jova na Olympu. Nachází se v jámě obrů v devátém okruhu pekla (Inferno XXXI, l. 99).
Hekatoncheirové jsou uváděni v Epic Level Handbook (kniha pravidel Dungeons & Dragons) jako nejmocnější dostupná „monstra“ s Challenge ratingem 57. Pro porovnání Tarrasque, legendární monstrum z vrcholu potravního řetězce D&D má CR 20. Dokonce Asmodeus, ďábelský vládce pekla a virtuální bůh mezi zločinci, má CR pouze 32.
Hekatencheiros Briareos je jedním z protagonistů Masanume Shirowovy mangy s názvem Appleseed. Je kyborgem s Hekatoncheirovskou kontrolou. Tento systém mu umožňuje kontrolu nad tuctem končetin nebo dokonce dalšími těly bez vyčerpávání sama sebe.

## Odraz v umění
Ani antičtí ani moderní umělci se kupodivu ani nesnažili Hekatoncheiry vyobrazit, takže o jejich přesné podobě nemáme přesnou představu.